# Цвіткове (Криворізький район)

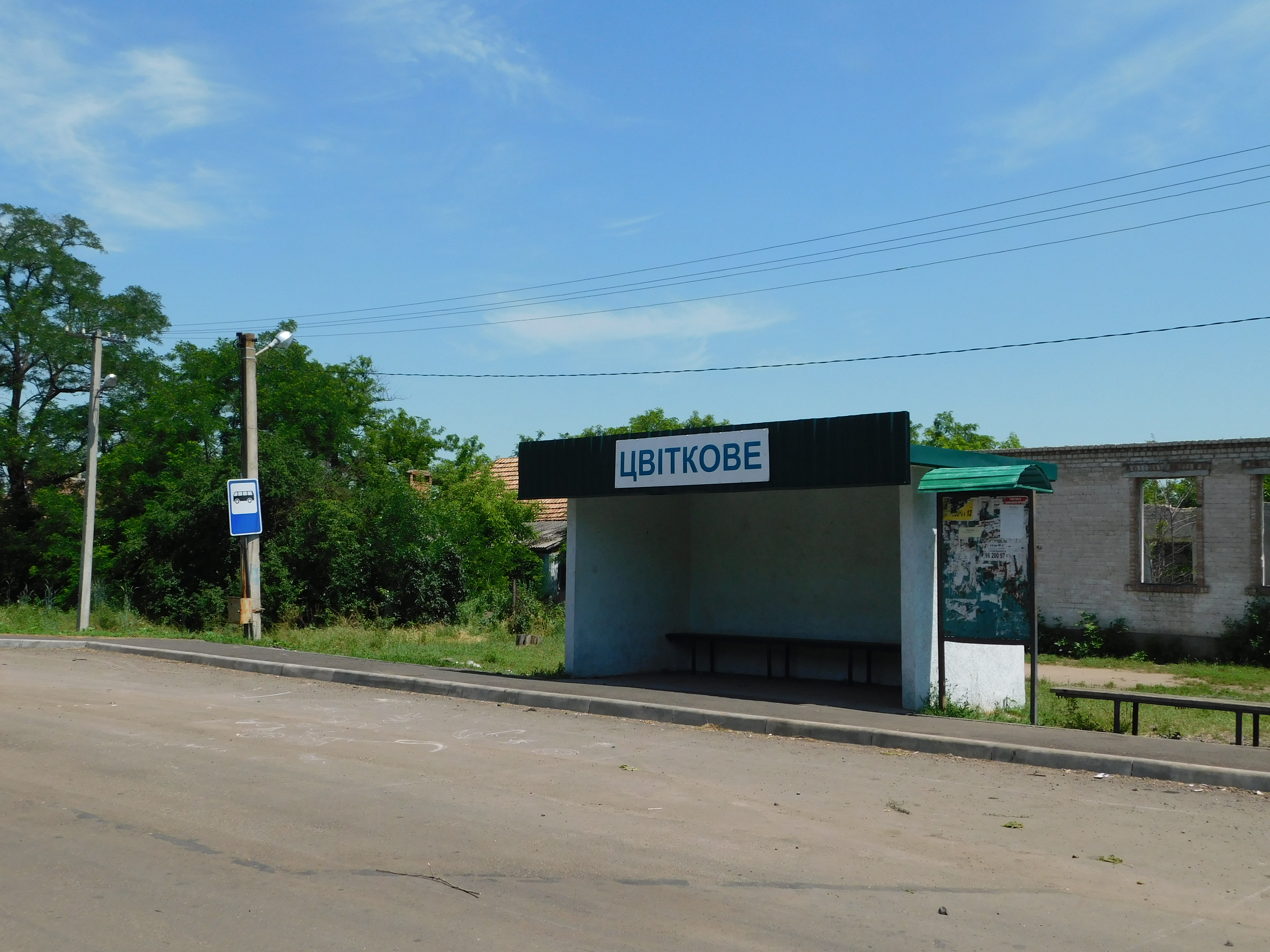
Автобусна зупинка у селі Цвіткове

Цвітко́ве — село в Україні, в Криворізькому районі Дніпропетровської області. Входить до складу Карпівської сільської громади. 
До 2017 року орган місцевого самоврядування — Миколаївська селищна рада. Населення — 180 мешканців.

## Географія
Село Цвіткове знаходиться на відстані 1,5 км від села Новомалинівка і за 2,5 км від сіл Карпівка і Широка Дача. Поруч проходить залізниця, станція Інгулець за 2 км.

## Населення

### Мова
Розподіл населення за рідною мовою за даними перепису 2001 року:

## Населення

### Мова
Розподіл населення за рідною мовою за даними перепису 2001 року:
| Мова       | Кількість | Відсоток |
| ---------- | --------- | -------- |
| українська | 164       | 91.11%   |
| російська  | 15        | 8.33%    |
| білоруська | 1         | 0.56%    |
| Усього     | 180       | 100%     |

## Інтернет-посилання
- Погода в селі Цвіткове [Архівовано 20 грудня 2011 у Wayback Machine.]

1. 1 2  Рідні мови в об'єднаних територіальних громадах України — Український центр суспільних даних